# Caravâncio
Caravâncio foi um ilírio, meio-irmão de Gêncio, o último dos reis do Reino Ardieu, o último estado ilírio independente da Antiguidade. Em 168 a.C., lutou com seu irmão na Terceira Guerra Ilírica, o conflito que significou a submissão final da Ilíria à República Romana.